# 变叶葡萄
变叶葡萄（学名：Vitis piasezkii）是葡萄科葡萄属的植物，是中国的特有植物。分布在中国大陆的陕西、浙江、四川、山西、甘肃、河南等地，生长于海拔1,000米至2,000米的地区，多生长在河边灌丛中、山坡和林中。

## 别名
复叶葡萄（植物分类学报）

## 变种
- 少毛变叶葡萄（学名：Vitis piasezkii var. pagnucii）为葡萄科葡萄属变叶葡萄的变种。分布于中国大陆的山西、河南、陕西、河北、甘肃等地，生长于海拔900米至2,100米的地区。又称少毛复叶葡萄（植物分类学报）、无毛变叶葡萄（拉汉种子植物名称）、少毛葡萄（中国高等植物图鉴）。